# Margaretta levinseni
Espèce
Margaretta levinseni est une espèce de bryozoaires du genre Margaretta au sein de la famille des Margarettidae. Elle est présente dans l'océan Indien. M. levinseni est une proie commune du nudibranche Bonisa nakaza.